# Papież Leon X z kardynałami
Papież Leon X z kardynałami (inny tytuł: Leon X z kardynałami Luigim Rosso i Giuliem de'Medici, wł. Ritratto di Leone X con i cardinali Giulio de’ Medici e Luigi de’ Rossi) – obraz Rafaela powstały w 1518 lub w latach 1518–1519 roku jako portret reprezentacyjny. Znajduje się w Galerii Uffizi we Florencji.
Kompozycję oparto po przekątnej. Leon X zajmuje centralną część kompozycji. Jego twarz została wiernie ukazana, dostrzegalny jest obfity drugi podbródek i lubieżne usta. Swoje ręce opiera o cenną iluminowaną księgę, co ma zwracać uwagę na jego umiłowanie sztuki. Leon X trzyma w dłoni lupę. Księga, wraz z dzwonkiem do przywoływania służby i podbitym futrem strojem, symbolizuje również zamiłowanie do luksusu. Za Leonem X widoczne są postaci kardynałów (Luigi de’ Rossi, Giullio de’ Medici), co nadaje scenie oficjalny charakter. Obraz utrzymany jest w ciepłych tonacjach z przewagą czerwieni i jej pochodnych. Ten typ portretu jest charakterystyczny dla oficjalnego malarstwa europejskiego.
Portret Leona X z kardynałami powstał z okazji ślubu bratanka papieża Wawrzyńca Medyceusza z Magdaleną de la Tour d’Auvergne, pochodzącą z francuskiej rodziny królewskiej. Portret miał upamiętnić uczestnictwo papieża w weselu, potwierdzić relacje rodzinne oraz okazać życzliwość wobec ambicji dynastycznych Wawrzyńca Medyceusza. Papież nie zdołał wziąć udziału w uroczystościach weselnych, prezent podarował parze małżeńskiej w późniejszym czasie.
Po śmierci Rafaela powstało wiele kopii obrazu. Kopie namalowali m.in. Andrea del Sarto i Giorgio Vasari. Vasari w Żywotach najsławniejszych malarzy, rzeźbiarzy i architektów podaje, że Andrea del Sarto wykonał tak wierną kopię obrazu, że uczeń Rafaela Giulio Romano miał pomylić tę wersję z oryginałem.